# Song Hye-kyo
Song Hye-kyo (* 22. November 1981 in Daegu) ist eine südkoreanische Schauspielerin und Model. Sie war Hauptdarstellerin in einigen sehr erfolgreichen Fernsehserien. Dazu zählen A Tale of Autumn, All In und Full House. Song gilt als eine der bekanntesten Schauspielerinnen der koreanischen Welle und ist im asiatischen Raum ein Megastar.

## Leben
Song wurde am 22. November 1981 in Daegu, Südkorea geboren. Kurz nach ihrer Geburt war sie krank und die Ärzte und ihre Eltern dachten, sie würde nicht überleben. Nach ihrer Genesung registrierten ihre Eltern ihre Geburt am 26. Februar 1982 anstatt ihres tatsächlichen Geburtsdatums.
Im Jahr 2005 gab sie an der Seite von Cha Tae-hyun ihr Kinodebüt mit dem Film My Girl and I. 2007 spielte sie die Rolle der Hwang Jin-i in dem gleichnamigen Film und erhielt für ihre Leistung den Korean Film Award. 2013 spielte sie eine Nebenrolle in Wong Kar-Wais The Grandmaster als Yip Mans Frau Yongcheng.
In Korea ist Song bekannt für ihre patriotische Gesinnung und ihre aktive Unterstützung bei Aktionen. 2016 lehnte sie ein Angebot ab, für einen japanischen Autohersteller eine TV-Werbung für den chinesischen Markt zu drehen, aufgrund dessen Rolle und Haltung zur Beschäftigung von koreanischen Zwangsarbeitern während des Zweiten Weltkrieges (genauer Pazifikkrieg).
Am 5. Juli 2017 gaben sie und ihr Co-Star aus Descendants of the Sun, Song Joong-Ki, ihre Verlobung über ihre Agenturen bekannt. Im Oktober 2017 heirateten sie. Allerdings ließen sie sich im Juli 2019 scheiden.

## Filmografie

### Filme
- 2005: My Girl and I (파랑주의보 Parang Juuibo)
- 2007: Hwang Jin Yi (황진이)
- 2008: Make Yourself at Home (페티쉬 Petiswi)
- 2010: Camelia (카멜리아, カメリア)
- 2011: Countdown (카운트다운, Cameo-Auftritt)
- 2011: A Reason to Live (오늘 Oneul)
- 2013: The Grandmaster (Yī dài zōng shī)
- 2014: The Crossing (太平轮)
- 2014: My Palpitating Life (두근두근 내 인생 Dugeun Dugeun Nae Insaeng)

### Fernsehserien
- 1996: Happy Morning
- 1996: First Love (첫사랑)
- 1998: Six Brother & Sister (육남매)
- 1998: A chum (짝)
- 1998: Marching (행진)
- 1998: Pupil of Fear (공포의 눈동자)
- 1998: A White Night 3.98 (백야 3.98)
- 1998: How am I? (나 어때)
- 1999: Sweetish Bride (달콤한 신부)
- 1999: Soonpoong Clinic (순풍산부인과)
- 2000: A Tale of Autumn (가을동화)
- 2001: Hotelier (호텔리어)
- 2001: Guardian Angel (수호천사)
- 2003: All In (올인)
- 2004: Sunshine Pours (햇빛쏟아지다)
- 2004: Full House (풀하우스)
- 2008: Worlds Within (그들이 사는 세상)
- 2013: That Winter, The Wind Blows (그 겨울, 바람이 분다)
- 2016: Descendants of the Sun (태양의 후예 Taeyang-ui Huye)
- 2018: Encounter (남자친구, Nam-ja-chin-gu)
- 2022–2023: The Glory (더 글로리, Deo Geul-lo-ri)

## Auszeichnungen
- 1996: First Prize for MTM (Model Talent Management)
- 1998: SBS TV Awards: Best Newcomer Award (Soonpoong Clinic)
- 2000: KBS Drama Awards: Most Popular Actress (Endless Love I)
- 2000: KBS Drama Awards: Photogenic Award (Endless Love I)
- 2001: Gold Song Awards (Hong Kong): Top Korean Star
- 2001: 37th Baeksang Art Awards: Most Popular Award (TV category)
- 2001: SBS TV Awards: SBS Top 10 Star
- 2002: CE (China Entertainment) TV Awards: Top 10 Asian Entertainer
- 2003: SBS Drama Awards: Top 5 Star
- 2003: SBS Drama Awards: Best Actress (Full House)
- 2004: KBS Drama Awards: Best Couple (with Rain)
- 2004: KBS Drama Awards: Most Popular Actress in Asia
- 2004: KBS Drama Awards: Best Actress (Full House)
- 2008: KBS Drama Awards: Best Couple (with Rain)